# Всероссийский НИИ удобрений и агропочвоведения имени Д. Н. Прянишникова
Всероссийский научно-исследовательский институт удобрений и агропочвоведения имени Д. Н. Прянишникова (также известен как ВНИИУА) — научно-исследовательский институт в Москве.

## История
Всесоюзный институт удобрений и агропочвоведения создан в 1931 году под контролем ВАСХНИЛ. Решал проблемы удобрения.
Некоторое время носил имя К. К. Гедройца.
В 1942 году под институтом создана Географическая сеть полевых опытов с удобрениями.
С 1965 году переименован во Всесоюзный институт удобрений и агропочвоведения имени Д. Н. Прянишникова.
С 1969 года институтом организован Центральный научно-исследовательский институт агрохимического обслуживания сельского хозяйства. Его цель — подготовка руководств для агрохимических служб, и по использованию математических методов и электроники в управлении химизацией.
В 2003 году организован Всероссийский научно-исследовательский институт агрохимии имени Д. Н. Прянишникова.

## Награды
В 1981 году награждён орденом Трудового Красного Знамени.

## Работа
Во ВНИИУА подготовлена 331 рекомендация, создано 33 технологии, 68 нормативных документов, 12 ГОСТ, 71 ОСТ и 198 образцов почв.

## Известные люди
С институтом связано много известных имён: Д. Н. Прянишников, Д. А. Сабинин, А. В. Владимиров, В. Ф. Чириков, О. К. Кедров-Зихман, Е. В. Бобко, Н. С. Авдонин, П. Г. Найдин, И. И. Синягин, И. П. Мамченков, П. А. Баранов, Е. Н. Мишустин, А. Л. Маслова, В. У. Пчёлкин, И. В. Мосолов, Н. З. Станков, Н. С. Соколов, Г. А. Чесалин, В. В. Бернард, Д. А. Кореньков, Е. П. Трепачёв, Е. Х. Ремпе, В. Н. Перегудов, Т. И. Иванова, С. Г. Самохвалов, А. М. Артюшин, В. Ф. Ладонин, В. Д. Панников, В. Г. Минеев, Л. М. Державин, О. В. Сдобникова и другие..